# Amarenus
Amarenus là một chi thực vật có hoa trong họ Đậu.